# Aloeides
Aloeides là một chi bướm trong họ Lycaenidae. Hầu hết các loài trong chi này được tìm thấy ở Nam Phi (khoảng 49 loài). Một số nhỏ có thể tìm thấy ở Bắc Kenya (8 loài).

## Các loài
Một số loài được ghi nhận:
- Nhóm "thyra":
  - Aloeides apicalis Tite & Dickson, 1968
  - Aloeides arida Tite & Dickson, 1968
  - Aloeides bamptoni Tite & Dickson, 1977
  - Aloeides braueri Tite & Dickson, 1968
  - Aloeides caledoni Tite & Dickson, 1973
  - Aloeides clarki Tite & Dickson, 1968
  - Aloeides dentatis (Swierstra, 1909)
  - Aloeides depicta Tite & Dickson, 1968
  - Aloeides dryas Tite & Dickson, 1968
  - Aloeides egerides Tite & Dickson, 1968
  - Aloeides gowani Tite & Dickson, 1968
  - Aloeides juana Tite & Dickson, 1968
  - Aloeides kaplani Tite & Dickson, 1977
  - Aloeides lutescens Tite & Dickson, 1968
  - Aloeides margaretae Tite & Dickson, 1968
  - Aloeides nollothi Tite & Dickson, 1977
  - Aloeides oreas Tite & Dickson, 1968
  - Aloeides pallida Tite & Dickson, 1968
  - Aloeides penningtoni Tite & Dickson, 1968
  - Aloeides pringlei Tite & Dickson, 1976
  - Aloeides quickelbergei Tite & Dickson, 1968
  - Aloeides rileyi Tite & Dickson, 1976
  - Aloeides simplex (Trimen, 1893)
  - Aloeides thyra (Linnaeus, 1764)
  - Aloeides vansoni Tite & Dickson, 1968
- Nhóm vô danh A:
  - Aloeides almeida (C. Felder, 1862)
  - Aloeides aranda (Wallengren, 1857)
  - Aloeides barklyi (Trimen, 1874)
  - Aloeides conradsi (Aurivillius, 1907)
  - Aloeides damarensis (Trimen, 1891)
  - Aloeides griseus Riley, 1921
  - Aloeides henningi Tite & Dickson, 1973
  - Aloeides macmasteri Tite & Dickson, 1973
  - Aloeides molomo (Trimen, 1870)
  - Aloeides pierus (Cramer, [1779])
  - Aloeides plowesi Tite & Dickson, 1973
  - Aloeides stevensoni Tite & Dickson, 1973
  - Aloeides susanae Tite & Dickson, 1973
  - Aloeides swanepoeli Tite & Dickson, 1973
  - Aloeides taikosama (Wallengren, 1857)
  - Aloeides trimeni Tite & Dickson, 1973
- Nhóm vô danh B:
  - Aloeides angolensis Tite & Dickson, 1973
  - Aloeides argenteus Henning & Henning, 1994
  - Aloeides barbarae Henning & Henning, 1994
  - Aloeides caffrariae Henning, 1987
  - Aloeides carolynnae Dickson, 1983
  - Aloeides dicksoni Henning, 1987
  - Aloeides maluti Pringle, 1983
  - Aloeides mbuluensis Pringle, 1994
  - Aloeides merces Henning & Henning, 1986
  - Aloeides monticola Pringle, 1994
  - Aloeides mullini Henning & Henning, 1996
  - Aloeides namibiensis Henning & Henning, 1994
  - Aloeides nubilus Henning & Henning, 1982
  - Aloeides rossouwi Henning & Henning, 1982
  - Aloeides tearei Henning & Henning, 1982
  - Aloeides titei Henning, 1987